# Избеглице из Сирије
Избеглице сиријског грађанског рата су грађани и стални становници Сирије који су побегли из земље током сиријског грађанског рата. Предратно становништво Сиријске Арапске Републике процењено је на 22 милиона (2017), укључујући сталне становнике. Од тог броја, Уједињене нације (УН) су идентификовале 13,5 милиона (2016) као расељена лица којима је потребна хуманитарна помоћ. Од тога, од почетка грађанског рата у Сирији 2011. године више од шест милиона (2016.) је интерно расељено, а око пет милиона (2016.) је прешло у друге земље  тражећи азил или смештај у сиријским избегличким камповима широм света. Често се описује као једна од највећих избегличких криза у историји.
Оружане побуне почеле су широм Сирије 2011. године када су снаге безбедности покренуле насилну кампању сузбијања протеста широм земље, што је навело опозицију да формира покрет отпора, ескалирајући ситуацију ка грађанском рату. Напади сиријских оружаних снага на цивилна подручја довели су до присилног расељавања милиона Сиријаца, што је довело до потпуне избегличке кризе. Регионални план за избеглице и отпорност (3РП) успостављен је 2015. године као платформа за координацију која укључује суседне земље осим Израела. До 2016. године, разне нације су се обавезале Високом комесаријату Уједињених нација за избеглице (УНХЦР) да ће трајно преселити 170.000 регистрованих избеглица. Сиријске избеглице допринеле су европској мигрантској кризи, при чему је УНХЦР примио скоро милион подносилаца захтева за азил у Европи до августа 2017. Турска је највећа земља домаћин регистрованих избеглица, са преко 3,7 милиона сиријских избеглица.
Од децембра 2022. процењује се да је најмање 580.000 људи умрло; са 13 милиона Сиријаца који су расељени и 6,7 милиона избеглица примораних да побегне из Сирије. Баасистичка влада и њен безбедносни апарат су ухапсили и мучили бројне репатриране избеглице, подвргавајући их присилним нестанцима и вансудским егзекуцијама. Око 12 милиона Сиријаца живи у условима озбиљне несигурности хране. Више од две трећине расељених су жене и деца.
Закон бр. 10 који је издао Башар ел Асад 2018. омогућио је држави да конфискује имовину од расељених Сиријаца и избеглица и отежава повратак избеглица због страха да ће бити на мети режима.  Хуманитарна помоћ интерно расељеним лицима у Сирији и сиријским избеглицама у суседним земљама углавном се планира преко канцеларије УНХЦР-а. УНХЦР Филипо Гранди описао је сиријску избегличку кризу као „највећу хуманитарну и избегличку кризу нашег времена и стални узрок патње“.

## Белешке
1. ↑  [11][12][13][14]